# Cerussa
Cerussa és un pigment blanc, de poder cobrent i solidesa a la llum excel·lents, format per carbonat bàsic de plom amb alguna quantitat de carbonat neutre de plom. S'utilitzava per fer el blanc de plom, sí o no mesclat amb blanc de zinc. Prové de la paraula llatina cerussa que significa el mateix.